# 3320 Namba
3320 Namba (1982 VZ4) là một tiểu hành tinh vành đai chính được phát hiện ngày 14 tháng 11 năm 1982 bởi Kiichiro Hurukawa và Hiroki Kosai ở Kiso Station.